# 百禄镇
百禄镇，是中华人民共和国江苏省连云港市灌南县下辖的一个乡镇级行政单位。

## 行政区划
百禄镇下辖以下地区：
沿塘村、杨塘村、宋庄村、朱头庄村、项圩村、曹吴庄村、尚庄村、周彭村、杨桥村、嵇桥村、高湖村、桥东村、盆窑村、大南村、百禄村、高港村、周响村、屈东村、屈西村、窑湾村、大新村、川新村、南房村和杨罗村。